# Rhodoarrhenia albocremea
Rhodoarrhenia albocremea är en svampart som beskrevs av Singer 1964. Rhodoarrhenia albocremea ingår i släktet Rhodoarrhenia och familjen Bolbitiaceae.   Inga underarter finns listade i Catalogue of Life.